# پلی‌گراف (فیلم)
«پلی‌گراف» (فرانسوی: Le Polygraphe‎) فیلمی در ژانر درام است. از بازیگران آن می‌توان به ماریا د مدایروش و پیتر استرمر اشاره کرد.